# مهدي الوذرفي
مهدي الوذرفي (1995 تونس) هو لاعب كرة قدم تونسي ويلعب حاليا لصالح الاتحاد الرياضي ببنقردان.

## روابط خارجية
- مهدي ودحريفي على موقع قاعدة بيانات كرة القدم.إي يو (الإنجليزية)